# Cosme I de Médici, Grão-Duque da Toscana
Cosme I de Médici, (em italiano:  Cosimo I de' Medici; 12 de junho 1519 — 21 de abril de 1574), foi o segundo duque de Florença (1537-1569) e primeiro grão-duque da Toscana (1569-1574). Era um membro da família Médici. Sua gestão foi pontuada pela intenção de expandir a influência de Florença a toda a Toscana conquistando a vizinha República de Siena,  constituindo, assim, o  Grão-Ducado da Toscana. Construiu um novo porto em Livorno com o projeto de Giorgio Vasari para que concorresse com o porto de Pisa.

## Descendência
Em 1539, Cosme casou-se com a nobre espanhola Leonor de Toledo (1522-1562), filha de Dom Pedro Álvarez de Toledo, vice-rei espanhol de Nápoles e primo, em terceiro grau, do próprio imperador Carlos V. O casal teve uma vida conjugal longa e pacífica. Surpreendentemente para a época, Cosme foi fiel à esposa durante toda a vida de casados. O exemplo de um casal tradicional serviu para fortalecer suas várias reformas e separar sua associação com o ex-duque. Leonor era consultora política do marido e muitas vezes governava Florença na sua ausência. Ela forneceu aos Médici o Palácio Pitti e foi patrona da nova Ordem Jesuíta. A duquesa morreu com seus filhos João e Garcia em 1562, quando ela tinha apenas quarenta anos; todos os três foram atingidos pela malária enquanto viajavam para Pisa.
Com Leonor, Cosme teve onze filhos:
- Maria (3 de abril de 1540 - 19 de novembro de 1557), noiva de Afonso II d'Este, mas morreu antes do casamento;
- Francisco I (25 de março de 1541 - 19 de outubro de 1587), sucessor de Cosme como Grão-Duque da Toscana. Casou-se pela primeira vez com Joana da Áustria, com descendência. Casou-se pela segunda vez morganaticamente com Bianca Cappello, com descendência;
- Isabel (31 de agosto de 1542 - 16 de julho de 1576), casou-se com Paolo Giordano Orsini (o qual a assassinou por infidelidade anos depois), com descendência;
- João (29 de setembro de 1543 - 20 de novembro de 1562), tornou-se Arcebispo de Pisa e Cardeal;
- Lucrécia (7 de junho de 1545 - 21 de abril de 1562), casou-se com Afonso II d'Este, Duque de Módena, sem descendência;
- Pedro (10 de agosto de 1546 - 10 de junho de 1547), morreu na infância;
- Garcia (5 de julho de 1547 - 12 de dezembro de 1562), morreu de malária aos 15 anos;
- Antônio (1 de julho de 1548 - julho de 1548), morreu na infância;
- Fernando I (30 de julho de 1549 - 17 de fevereiro de 1609), sucessor de seu irmão Francisco como Grão-Duque da Toscana. Renunciou do seu posto de cardeal e casou-se com Cristina de Lorena, com descendência;
- Ana (19 de março de 1553 - 6 de agosto de 1553), morreu na infância;
- Pedro (3 de junho de 1554 - 25 de abril de 1604), casou-se pela primeira vez com Leonor Álvarez de Toledo (a qual assassinou por infidelidade anos depois), sem descendência sobrevivente. Casou-se pela segunda vez com Beatriz de Meneses, filha de Manuel de Meneses, Duque de Vila Real, sem descendência. Teve descendência ilegítima.

Antes de seu primeiro casamento, Cosme teve uma filha ilegítima com uma mulher desconhecida:
- Bianca (1536 - 1 de março de 1542), morreu na infância.

Após a morte de Leonor em 1562, Cosme teve dois filhos com sua amante Leonor degli Albizzi:
- Filha sem nome (nascida e morta em 1566), morreu antes do batismo;
- João (13 de maio de 1567 - 19 de julho de 1621), mais tarde legitimado por seu pai. Casou-se com Livia del Vernazza, com descendência.

Em 1570, Cosme casou-se morganaticamente com Camila Martelli (morta em 1590) de quem teve uma filha:
- Virgínia (29 de maio de 1568 - 15 de janeiro de 1615), casou-se com César d'Este, Duque de Módena, com descendência.